# PmWiki
PmWiki是一款用PHP编写的、无需数据库支持的Wiki。个人网站尤其适合。PmWiki支持简体中文，但需要做一些修改工作，以避免一些意想不到的错误。

## 外部連結
- PmWiki官方網站（页面存档备份，存于）